# Nektriová rakovina

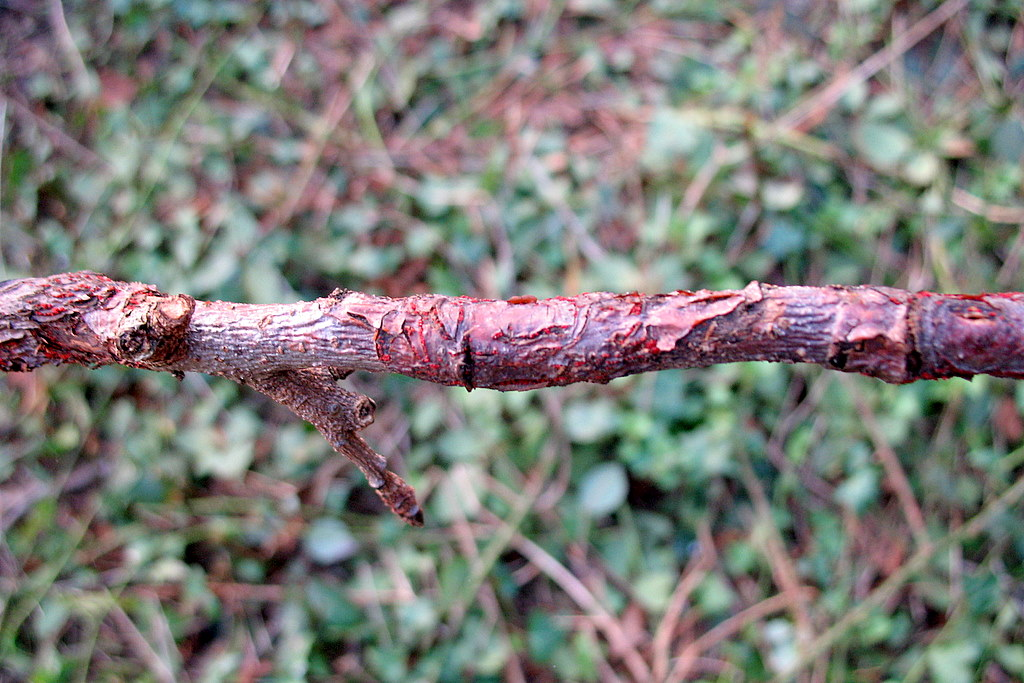
Nectria galligena, červená peritecia na napadeném výhonu.

Nektriová rakovina je houbová choroba dřevin způsobená houbou hlívenka buková Nectria galligena. Rakovinu borky na dřevních částech mohou způsobit také bakterie rodu Pseudomonas a houby z rodů Valsa (způsobuje cytosporové odumírání), Diaporthe, Gloeosporium a dalších. Nádory na kmenech mohou být velké až metr. Otevřená rakovina vzniká tak, že houba opakovaně napadá hojivá pletiva a drážděním způsobuje jejich nadměrné bujení. K infekcím dochází i přes ranky vznikající po opadu listů. Nejčastěji napadená tkáň bývá v okolí čípků (malé části větve, kde se nenachází pupen) či na místě poranění.

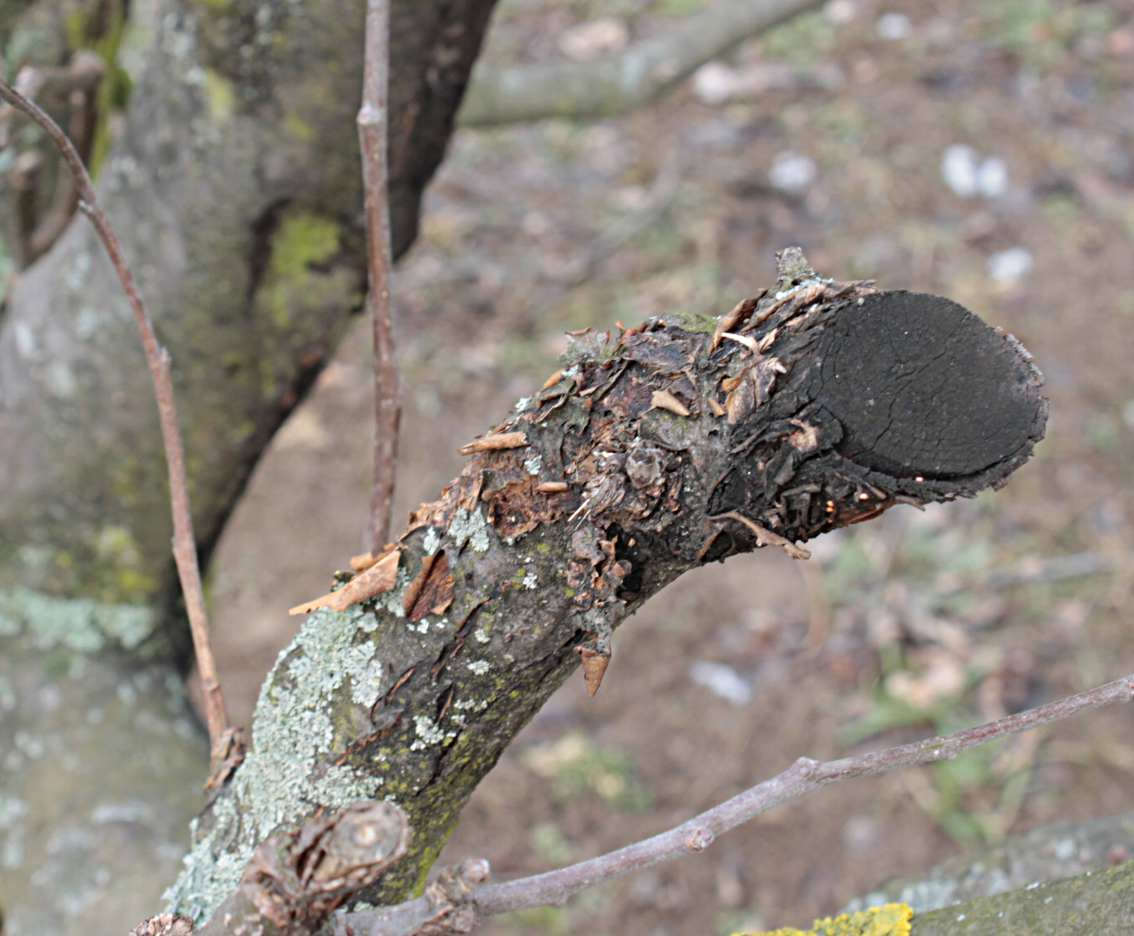
Větev poškozená houbou na místě řezu.

## EPPO kód
NECTGA

## Synonyma patogena

### Vědecké názvy
- Cylindrocarpon heteronemum
- Cylindrocarpon heteronema
- Cylindrocarpon mali
- Cylindrosporium mali
- Dialonectria galligena
- Dialonectria galligena var. major
- Fusarium heteronemum
- Fusarium mali
- Nectria galligena
- Neonectria galligena
- Nectria galligena var. major
- Ramularia heteronem

## Zeměpisné rozšíření
Choroba se vyskytuje se na celém území ČR. Choroba se projevuje nekrózami na menších i hlavních větvích, způsobují odsychání i celých částí koruny a úhyn stromu. Nejčastěji vznikají v místě větvení nebo v okolí čípků či poranění. Choroba působí největší škody především na nevhodných stanovištích, těžkých a zamokřených půdách, ve vlhkých lokalitách  Pravidelně se vyskytuje u náchylných odrůd a u dřevin na náchylných podnožích. a u neudržovaných dřevin. 

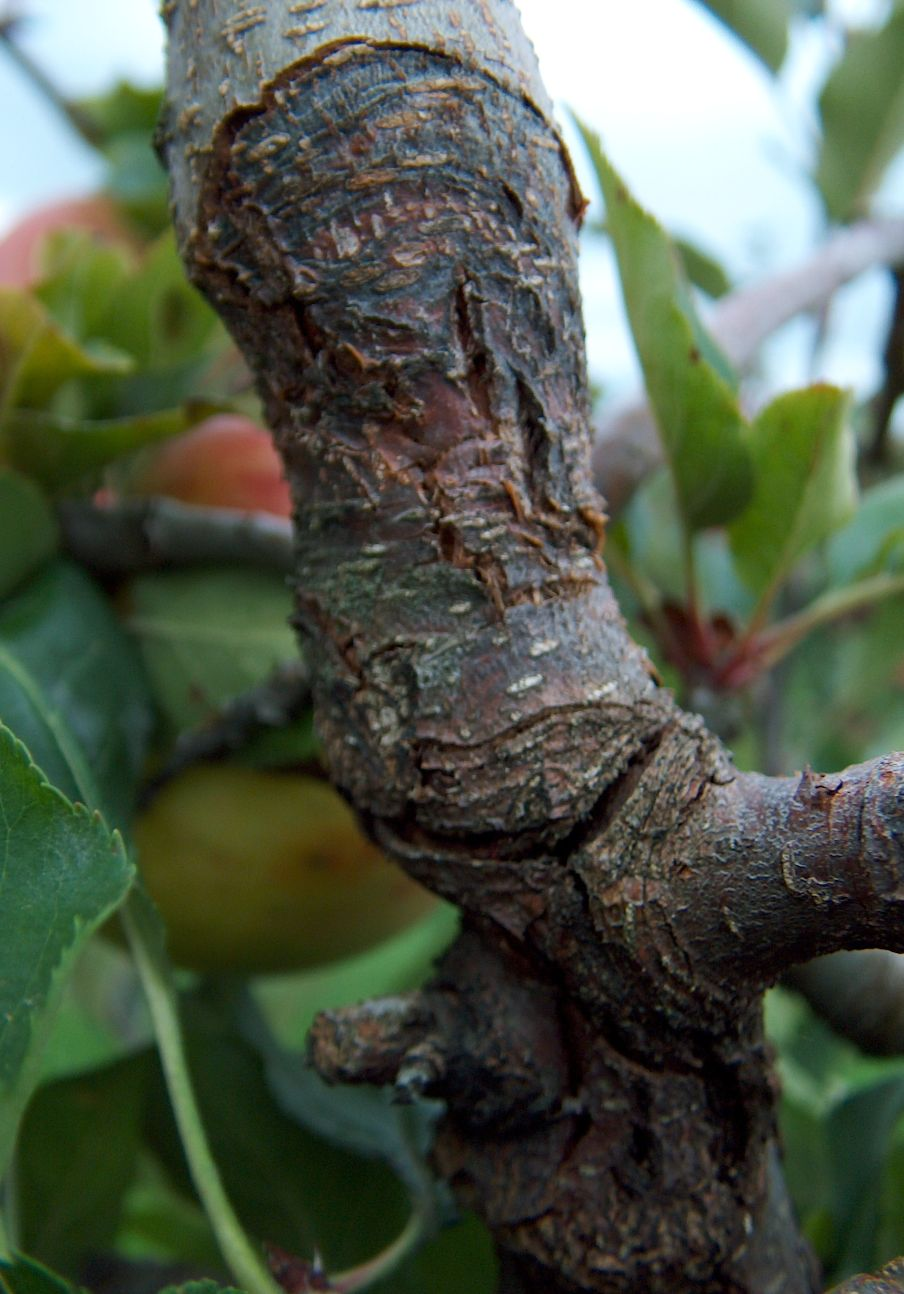
Pletivo napadené Nectria galligena.

## Vývojový cyklus
Mycelium houby přežívá v dřevině. Na postižených částech se za vlhkého počasi se na jaře a v létě vytvářejí ve sporodochiích konidie a za chladnějšího počasí, především na podzim kulovitá červená peritecia.

## Popis patogena
Mycelium se skládá z vláken štíhlé a sklovité. Vlákna mohou být seskupeny v hustých skupinách. Konidie jsou válcovitého tvaru, rovné nebo mírně zakřivené, se zaobleným koncem. Jsou bezbarvé a mají nula až osm oddílů, které tvoří políčka nerovných velikostí. Konidie měří od 21 až 46,5 mikronů do 5,2 až 5,8 mikronů. Peritecia jsou tvořeny pouze u rozvinuté choroby na povrchu rakovinové léze. Jsou viditelné pouhým okem jako červené kulovité útvary uspořádané v štěrbinách mrtvých pletiv, někdy dokonce i na holé dřevní hmotě.

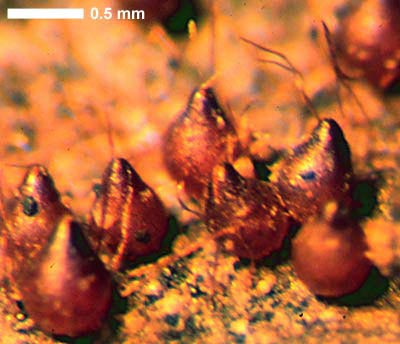
Peritecia Nectria galligena.

## Ochrana rostlin

### Prevence
Vzhledem k tomu, že se onemocnění se projevuje zejména na těžkých a zamokřených půdách a ve vlhkých lokalitách je důležitým opatřením výběr stanoviště. Výrazné rozdíly jsou v náchylnosti odrůd a podnoží, výběr rezistentních nebo méně náchylných jedinců je proto velmi důležitý.Napadeny bývají především oslabené stromy, takže významnou roli hraje správná výživa a ochrana proti dalším chorobám a škůdcům. K zajištění vzdušnosti výsadby pomůže nejen vhodný spon a způsob pěstování dřevin (agrotechnika, údržba mezi řadami, zvolený tvar dřeviny apod.), ale také pravidelný průklest. Silně napadené dřeviny je vhodné odstranit.  Důležitá je likvidace dřevní hmoty z okolí rostlin.

### Ošetření při výskytu
Výskyt onemocnění redukuje podzimní a jarní ošetření měďnatými fungicidy, ale v nevhodných podmínkách u nevhodně zvolených dřevin nepomůže hynoucím dřevinám.

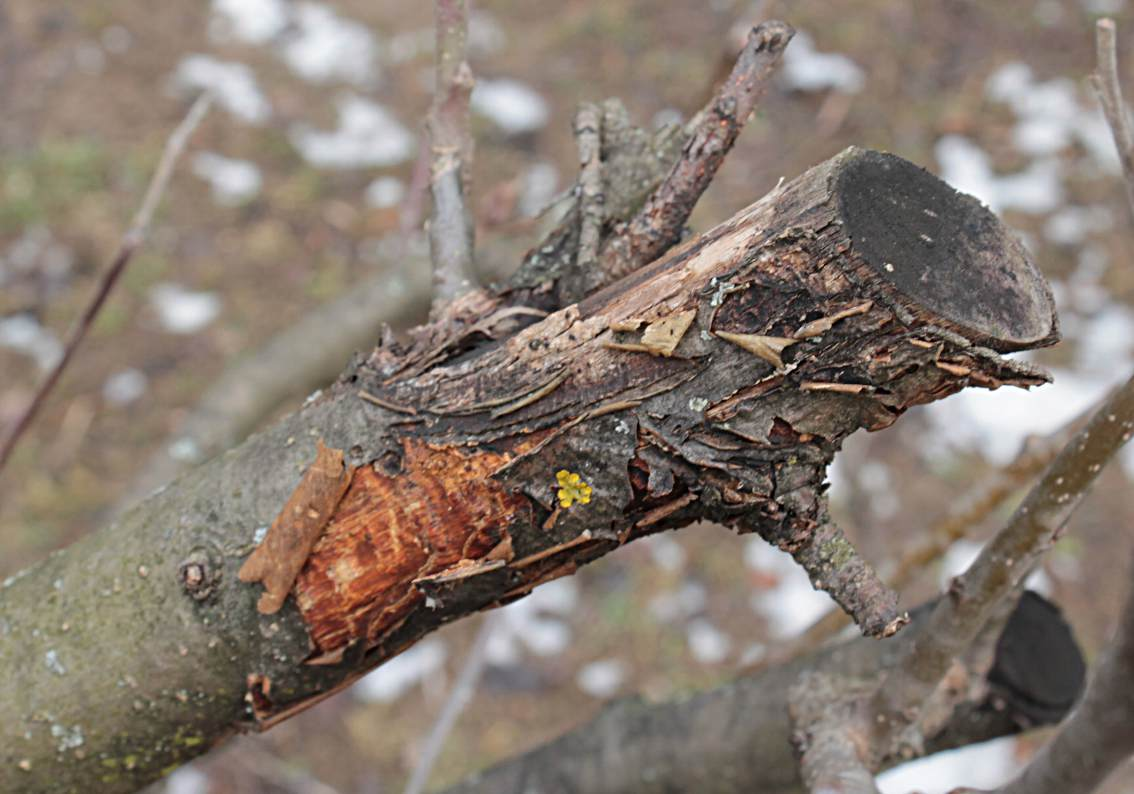
Nekrózy borky.
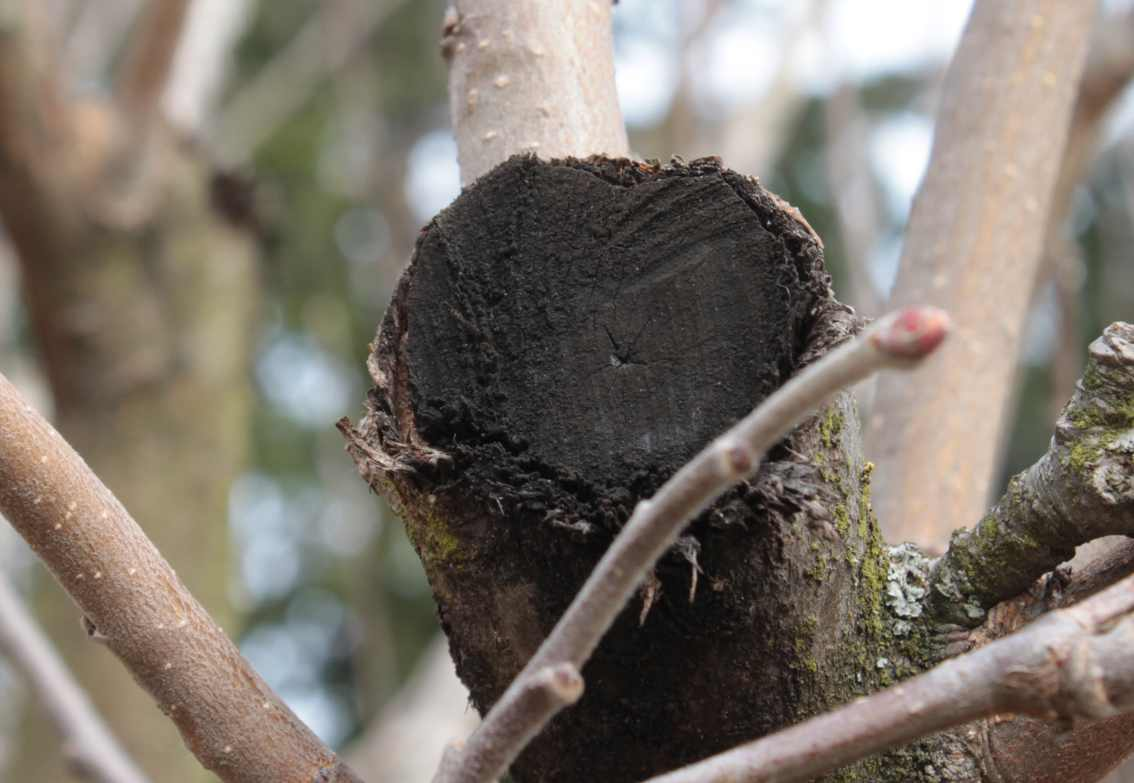
Špatně se zavalující rána po řezu na místě kde vodivými pletivy proudí míza pomaleji.
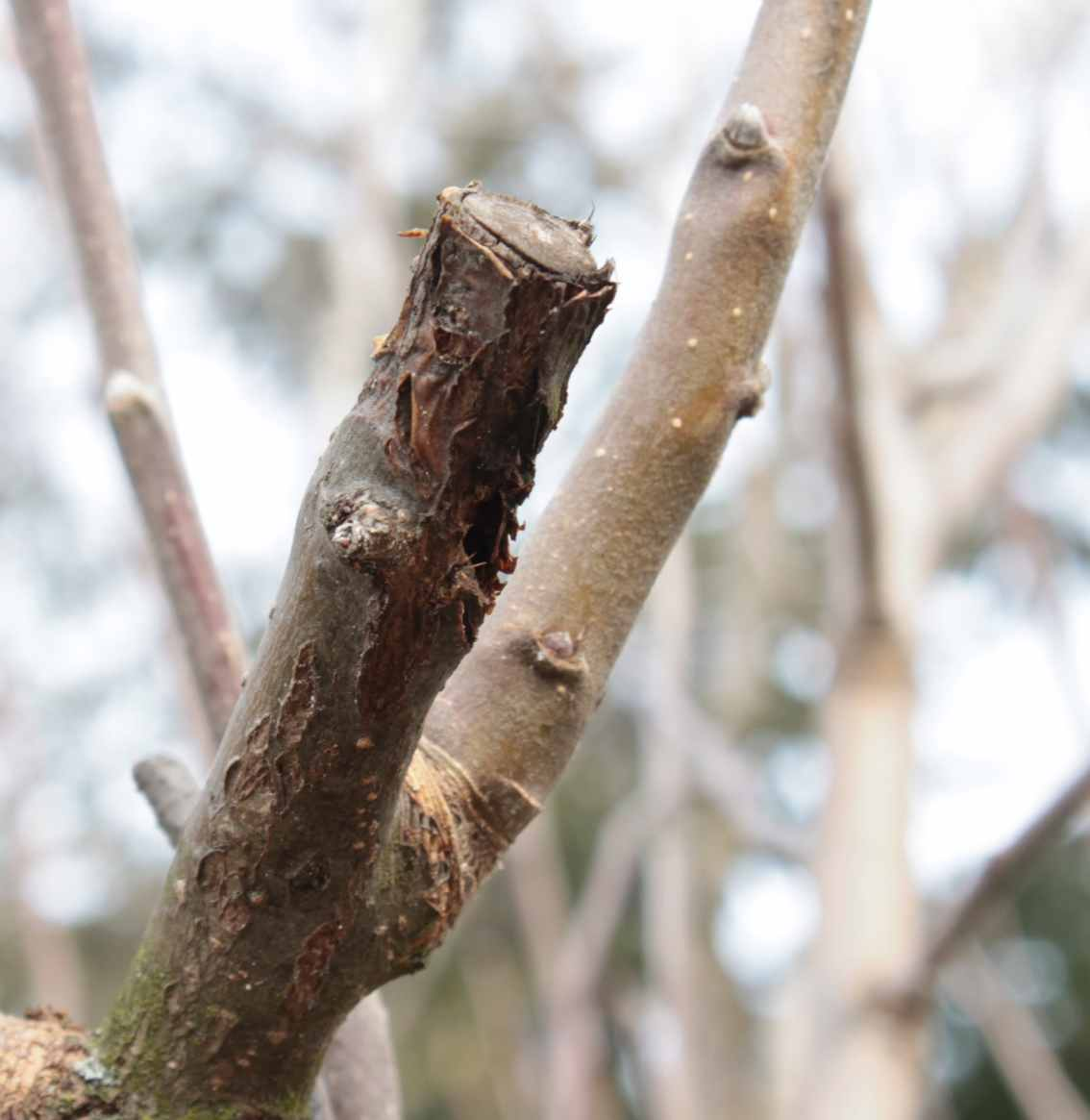
Chorobou napadený čípek.
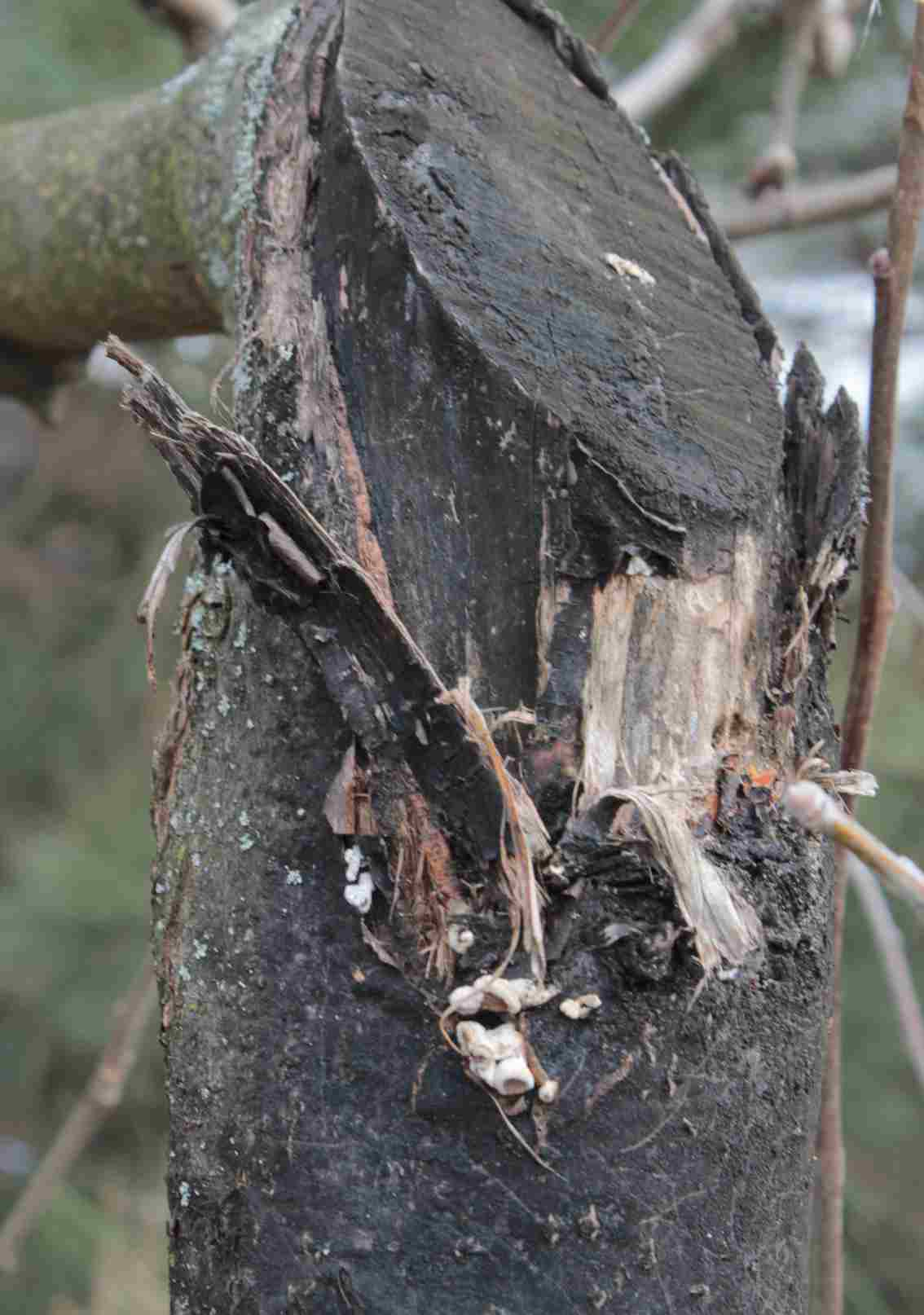
Sekundární infekce houbami, kterým destrukce tkáně otevírá bránu.
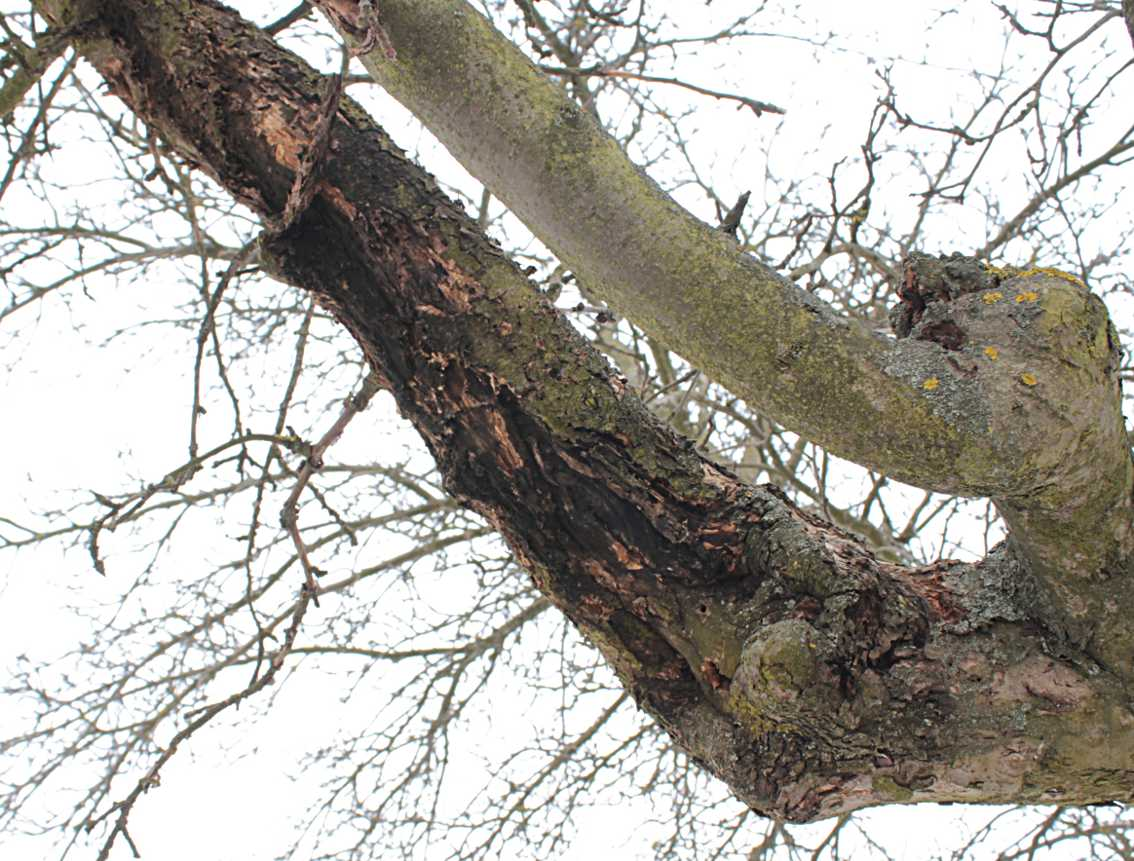
Nektriová rakovina způsobuje i úhyn velkých větví a celých dřevin.